# Christopher Gibson
Christopher Gibson (* 27. Dezember 1992 in Karkkila) ist ein finnischer Eishockeytorwart, der zuletzt bis zum Ende der Saison 2024/25 bei den Kassel Huskies aus der DEL2 unter Vertrag gestanden hat. Zuvor verbrachte Gibson – beginnend im Juniorenalter – insgesamt 14 Spielzeiten in Nordamerika und absolvierte unter anderem über 250 Spiele in der American Hockey League (AHL). Darüber hinaus bestritt er weitere 16 Partien für die New York Islanders und Tampa Bay Lightning in der National Hockey League (NHL).

## Karriere

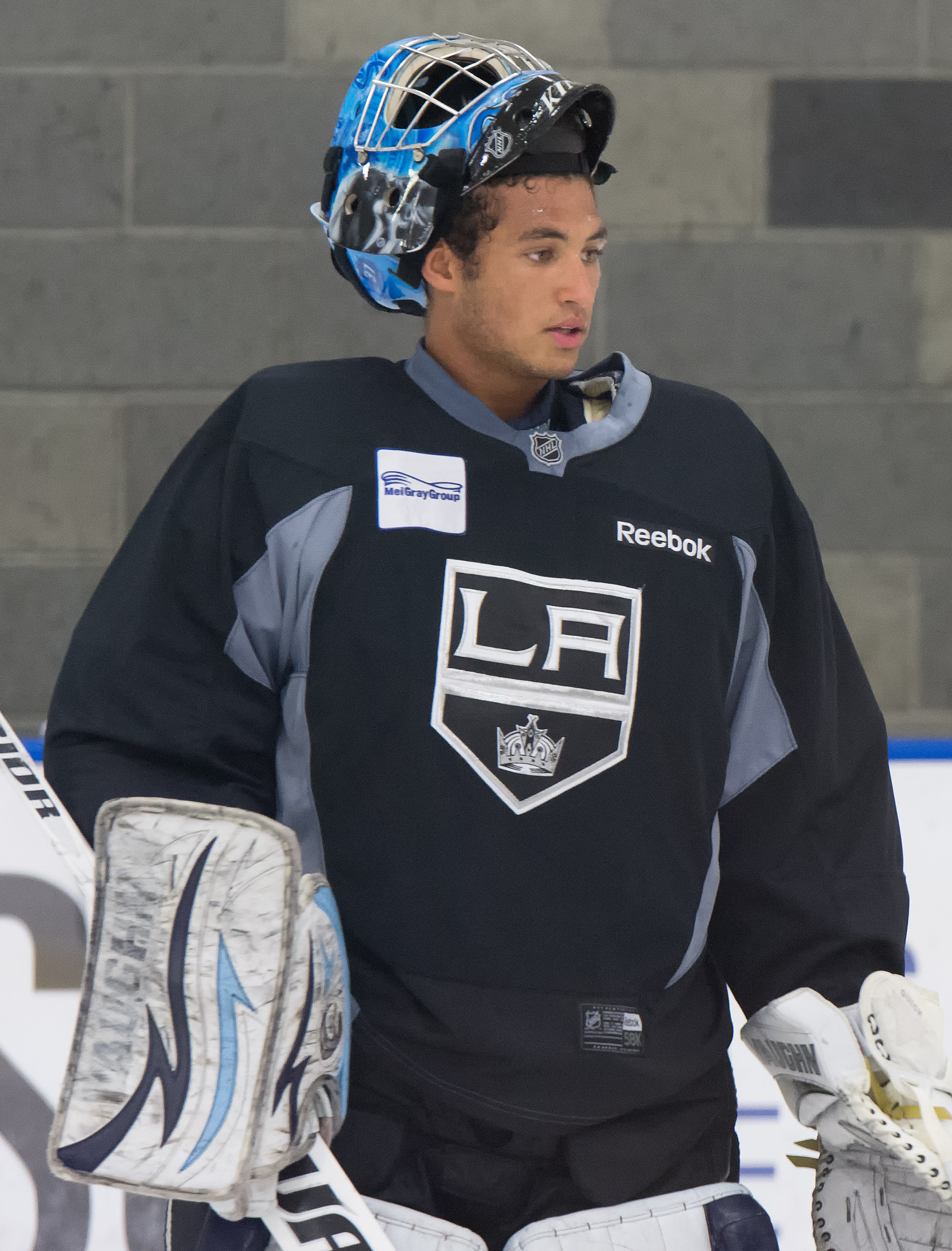
Gibson im Probetraining der Los Angeles Kings (2012)

Gibson wurde als Sohn eines Künstlers und Kickboxers von der Insel St. Lucia und einer Finnin in Karkkila geboren und wuchs in Espoo auf, wo er in der Juniorenabteilung der Espoo Blues aktiv war. Im Alter von 15 Jahren im Jahr 2008 zog Gibson in die kanadische Provinz Saskatchewan und schrieb sich dort am Athol Murray College of Notre Dame in Wilcox – einer Schule mit einer herausragenden Eishockeyförderung – ein. Mit dem Team spielte er in der Saison 2008/09 in der Saskatchewan Junior Hockey League (SJHL).
Zur Saison 2009/10 schloss sich Gibson den Saguenéens de Chicoutimi aus der Ligue de hockey junior majeur du Québec (LHJMQ) an, die ihn im Sommer zuvor im CHL Import Draft ausgewählt hatten. Der Torwart verbrachte insgesamt vier Jahre bei den Franko-Kanadiern und wurde während dieser Zeit im NHL Entry Draft 2011 in der zweiten Runde an 49. Stelle von den Los Angeles Kings aus der National Hockey League (NHL) gezogen. Nachdem die Kings es binnen zwei Jahren nicht geschafft hatten, den Finnen vertraglich zu binden, entschloss sich dieser, sich im NHL Entry Draft 2013 erneut zur Wahl zu stellen. Stattdessen nutzten jedoch die Toronto Maple Leafs die Möglichkeit und sicherten sich die Dienste des Torhüters für die folgenden drei Jahre, sodass er mit Beginn der Saison 2013/14 für deren Farmteam, die Toronto Marlies, in der American Hockey League (AHL) auflief. Darüber hinaus bestritt er auch einige Spiele für die Orlando Solar Bears in der ECHL. Ein Einsatz bei den Maple Leafs in der NHL blieb Gibson bis zu seinem Wechsel zu den New York Islanders im September 2015 verwehrt. Im Tausch für Michael Grabner gab Toronto neben Gibson vier weitere Nachwuchstalente – namentlich Taylor Beck, Carter Verhaeghe, Tom Nilsson und Matthew Finn – nach New York ab.
In der Organisation der Islanders war Gibson im Verlauf der Spielzeit 2015/16 zumeist auch für das AHL-Farmteam, die Bridgeport Sound Tigers, aktiv. Im Januar 2016 feierte er schließlich sein NHL-Debüt, ehe im folgenden April drei weitere Einsätze folgten. Im August 2016 wurde sein ausgelaufener Vertrag seitens New Yorks um ein Jahr verlängert, ebenso wie im Jahr darauf. Nach fünf Jahren in New York wurde sein auslaufender Vertrag nach der Spielzeit 2019/20 nicht verlängert, sodass er sich im Oktober 2020 als Free Agent den Tampa Bay Lightning anschloss. Die Lightning gewannen in den anschließenden Playoffs 2021 ihren zweiten Stanley Cup in Folge, jedoch bestritt Gibson nur zwei Partien der regulären Saison und kam in der post-season nicht zum Einsatz, sodass er sich nicht für die Gravur auf der Trophäe qualifizierte. Nach der Saison 2020/21 wurde sein auslaufender Vertrag nicht verlängert, sodass er im Juli 2021 – abermals als Free Agent – zu den Florida Panthers wechselte, wo er allerdings ausschließlich bei den Charlotte Checkers in der AHL zu Einsätzen kam. Nachdem der Finne über den Sommer 2022 zunächst keinen neuen Arbeitgeber in der NHL gefunden hatte, erhielt er Ende Oktober über einen Probevertrag bei den Coachella Valley Firebirds aus der AHL einen festen Kontrakt bei deren NHL-Kooperationspartner Seattle Kraken.
Nachdem der Finne im Verlauf der Saison 2022/23 ausschließlich bei den Firebirds zum Einsatz gekommen war, befand er sich ab dem Sommer 2023 abermals auf der Suche nach einem neuen Verein. Da sich in Nordamerika jedoch keine Optionen auftaten, kehrte er im Dezember 2023 – nach insgesamt 14 Jahren in Nordamerika – in sein Heimatland zurück. Dort unterzeichnete er einen Vertrag bei Rauman Lukko aus der Liiga bis zum Saisonende. Im November 2024 fand Gibson im abstiegsbedrohten HC Nové Zámky aus der slowakischen Extraliga einen neuen Arbeitgeber, für den er insgesamt 15 Spiele absolvierte, bei denen ihm lediglich ein Sieg gelang. Nachdem der Abstieg des Klubs Mitte Februar 2025 besiegelt war, wechselte er bis zum endgültigen Saisonende umgehend zu den Kassel Huskies aus der DEL2, die einen Ersatz für den verletzten Brandon Maxwell gesucht hatten.

### International
Auf internationaler Ebene spielte Gibson bei der U18-Junioren-Weltmeisterschaft 2010 in Belarus und der U20-Junioren-Weltmeisterschaft 2012 in Kanada. Dabei gewann er bei der U18-Junioren-Weltmeisterschaft, bei der er als dritter Torhüter hinter Jonathan Iilahti und Sami Aittokallio ohne Einsatz blieb, die Bronzemedaille. Bei der U20-Junioren-Weltmeisterschaft kam er als Ersatzmann von Aittokallio auf zwei Einsätze. Finnland schloss das Turnier auf dem vierten Platz ab.

## Erfolge und Auszeichnungen
- 2011 Teilnahme am CHL Top Prospects Game
- 2011 LHJMQ First All-Star Team
- 2018 Teilnahme am AHL All-Star Classic

### International
- 2010 Bronzemedaille bei der U18-Junioren-Weltmeisterschaft

## Karrierestatistik
Stand: Ende der Saison 2024/25

### International
Vertrat Finnland bei:
- U18-Junioren-Weltmeisterschaft 2010
- U20-Junioren-Weltmeisterschaft 2012

(Legende zur Torhüterstatistik: GP oder Sp = Spiele insgesamt; W oder S = Siege; L oder N = Niederlagen; T oder U oder OT = Unentschieden oder Overtime- bzw. Shootout-Niederlage; Min. = Minuten; SOG oder SaT = Schüsse aufs Tor; GA oder GT = Gegentore; SO = Shutouts; GAA oder GTS = Gegentorschnitt; Sv% oder SVS% = Fangquote; EN = Empty Net Goal; 1 Play-downs/Relegation; Kursiv: Statistik nicht vollständig)